# Ching-Ching
Pour les articles homonymes, voir Stowaway.
Pour plus de détails, voir Fiche technique et Distribution.
Ching-Ching (titre original : Stowaway) est un film américain réalisé par William A. Seiter, sorti en 1936.

## Synopsis
Barbara Stewart (Ching-Ching) est une orpheline recueillie par des missionnaires. Avant l'arrivée de très grands voleurs, Ching-Ching quitte Sanchow, petite ville de Chine et Sun Lo, un chinois très philosophe. Le jour de son arrivée à Shanghai, Ching-Ching rencontre Tommy Randall un millionnaire américain connu. En laissant la petite fille dans la voiture, Tommy part dans un café et lorsqu'il en sort, Barbara a disparu. Celle-ci s'était cachée dans le coffre à cause de la pluie qui commençait à tomber et s'était endormie. Tommy part en croisière et fait monter la voiture dans la cave du bateau alors que Ching-Ching est encore dedans. À son réveil, Ching-Ching fait malheureusement tomber une boîte et le capitaine la prend pour un passager clandestin (stowaway veut dire en français clandestin). Elle est trouvée dans la salle de bain de la chambre de Suzanne, une jeune femme et de sa bientôt belle-mère Mme Hope et le capitaine ne peut croire que c'est une si petite fille qui attire tant d'inquiétude. Ching-Ching apprend ensuite que son Oncle Tommy est à bord. Quelque temps après, le fils de Mme Hope bientôt mari de Suzanne, Richard Hope arrive après avoir reçu un courrier de sa mère qui le prévient des sorties de Suzanne et de Tommy ensemble avec Ching-Ching. La pauvre petite fille a perdu ses parents adoptifs et doit partir dans une pension de jeunes filles. Finalement, Suzanne rompt avec son fiancé et se marie temporairement avec Tommy pour qu'il adopte Ching-Ching. Le jour de leur divorce, Suzanne et Tommy se rendent compte qu'ils s'aiment et Ching-Ching connaît enfin le bonheur d'une maison chaleureuse.

## Fiche technique
- Titre français : Ching-Ching
- Titre original : Stowaway
- Réalisateur : William A. Seiter
- Scénariste : William M. Conselman, Arthur Sheekman et Nat Perrin d'après une histoire de Samuel G. Engel
- Chef opérateur : Arthur C. Miller
- Montage : Lloyd Nosler
- Direction artistique : William S. Darling
- Décors : Thomas Little
- Costumes : Royer et Sam Benson
- Musique : Louis Silvers
- Production : Buddy G. DeSylva (non crédité), Earl Carroll producteur associé et Harold Wilson producteur associé
- Société de production et de distribution : Twentieth Century Fox
- Genre : film musical, aventure et comédie
- Format : Noir et blanc - 35 mm - 1,37:1 - Son : Mono (Western Electric Noiseless Recording)
- Durée : 87 minutes
- Dates de sortie :
  - États-Unis :18 décembre 1936 (première à New York)
  - États-Unis : 25 décembre 1936 (sortie nationale)
  - France : 20 avril 1937

## Distribution
- Shirley Temple (VF : Colette Borelli) : Barbara 'Ching-Ching' Stewart
- Robert Young : Tommy Randall
- Alice Faye : Susan Parker
- Eugene Pallette : The Colonel
- Helen Westley : Mrs. Hope
- Arthur Treacher : Atkins
- Allan Lane : Richard Hope
- J. Edward Bromberg : Judge J.D. Booth
- Astrid Allwyn : Kay Swift
- Robert Greig : Captain of SS Victoria
- Jayne Regan : Dora Day
- Julius Tannen : Jenkins, First Mate
- Willie Fung : Chang, Boatman
- Philip Ahn : Sun Lo
- Paul McVey : Second Mate

## Musique
- Goodnight My Love. (la chanson se passe un soir dans la cabine de Tommy où Barbara chante une berceuse que sa maman lui a apprise)
- You've Gotta S-M-I-L-E. (la chanson se passe lors d'un concours d'imitation de chants américain lors d'une escale, chanté par Ching-Ching)
- That's What I Want For Christmas de Gerald Marks (la chanson se passe à l'extrême fin du film, elle est chantée par Ching-Ching lorsque la famille est réunie)